# 莫雷-沃讷莱萨布隆站
莫雷-沃讷莱萨布隆站，简称莫雷站，是法国的一个铁路车站，位于法国中北部城市莫雷-卢万和奥尔瓦讷境内，是一个铁路枢纽，也是一个区域通勤车站，属于法兰西岛大区铁路系统的第五收费区（Zone 5）。

## 位置
莫雷-沃讷莱萨布隆站位于法国中北部，巴黎－马赛铁路66.78公里处，同时也是莫雷－里昂铁路的起点。
莫雷-沃讷莱萨布隆站位于莫雷-卢万和奥尔瓦讷市区的西部，车站大致呈东西走向，是一个“人”字形的车站，正门位于夹角处，南北两个方向也均可以进出。

## 站名
莫雷-沃讷莱萨布隆站因地处沃讷莱萨布隆境内并靠近卢万河畔莫雷而得名，两者于2017年合并成为莫雷-卢万和奥尔瓦讷。

## 基本信息
| 莫雷-沃讷莱萨布隆站基本信息 |                                                                                       |
| 窗口开放时间                | - 周一至五：6:15－12:25、13:05－20:00 - 周六、周日及节假日：6:45－12:25、13:05－20:00 |
| 售票设施                    | SNCF自动售票/提票机 · TER列车自动售票机                                               |
| 横穿轨道设施                | 人行地下通道 · 人行天桥                                                               |

## 站台设置
莫雷站是一个人字形的铁路车站，其站场和轨道分布如下图所示：

莫雷-沃讷莱萨布隆站的轨道分布示意图

## 停靠线路
以下列车线路在莫雷-沃讷莱萨布隆站停靠：
| 莫雷-沃讷莱萨布隆站列车线路表 |                             |                 |                |              |
| 线路                          | 车种                        | 上一站          | 下一站         | 大致运行频率 |
| 巴黎-里昂火车站—拉罗什-米热讷 | TERBourgogne- Franche-Comté | 枫丹白露        | 圣马梅斯       | 每天13趟左右 |
| 巴黎-里昂火车站—蒙特罗        | [R]                         | 托姆里          | 圣马梅斯       | 每天18趟左右 |
| 巴黎-里昂火车站—蒙塔日        | [R]                         | 枫丹白露/托姆里 | 卢万河畔蒙蒂尼 | 每天19趟左右 |
| 1.                            |                             |                 |                |              |

## 配套交通

### 长途客车
莫雷-沃讷莱萨布隆站对应的长途客车上下车地点位于车站南侧的共和广场上。
| 停靠莫雷-沃讷莱萨布隆站的大巴车 |                             |                                                                          |
| 上下车地点                      | 运营单位                    | 主要线路及目的地                                                         |
| 车站广场                        | 卢万-吕南城际公共交通 STILL | 8B 埃里西 · 埃皮西 · 讷穆尔                                              |
| 车站广场                        | Car TER                     | （当某条铁路线施工或罢工时，SNCF可能也会提供途径该线路沿途站点的大巴车） |
| 1. 2. 3.                        |                             |                                                                          |

### 城市公共交通
| 莫雷-沃讷莱萨布隆站附近的市内公共交通线路 |                         | |
| 公交车站名称                              | 位置                    | 停靠线路 |
| 莫雷-沃讷莱萨布隆火车站                   | 莫雷-沃讷莱萨布隆站南侧 | 201 莫雷-沃讷莱萨布隆站 ↔ 圣雅克城-市政府 203 莫雷-沃讷莱萨布隆站 ↔ 塞纳河畔香槟-火车站 204 莫雷-沃讷莱萨布隆站 ↔ 西斯莱初级中学 205 莫雷-沃讷莱萨布隆站 ↔ 勃艮第公路 207 莫雷-沃讷莱萨布隆站 ↔ 维勒梅尔-学校 |
| 1.                                        |                         | |

### 社会车辆
莫雷-沃讷莱萨布隆站附近街区沿街可停靠社会车辆。

## 临近车站
| 莫雷-沃讷莱萨布隆站（Gare de Moret-Veneux-les-Sablons） |                |                          |
| 上行车站                                                | 线路           | 下行车站                 |
| 托姆里站 3.3km ←                                        | 巴黎－马赛铁路 | 圣马梅斯站 → 1.4km       |
| （起点）                                                | 莫雷－里昂铁路 | 卢万河畔蒙蒂尼站 → 8.2km |